# بيت السلمي (العدين)

تعديل مصدري - تعديل

بيت السلمي محلة تابعة لقرية عنة، التابعة لعزلة قصع حليان بمديرية العدين إحدى مديريات محافظة إب في الجمهورية اليمنية.، بلغ تعداد سكانها 86 حسب تعداد اليمن لعام 2004.